# Raymond Duprat
Pour les articles homonymes, voir Duprat.
Raymond Duprat est un homme politique français né le 17 septembre 1782 à Moissac (Tarn-et-Garonne) et décédé le 20 avril 1861 à Moissac.

## Biographie
Auditeur au Conseil d’État en 1809, il est ensuite inspecteur général des vivres de guerre jusqu'en 1815. Sous-préfet de Moissac de 1820 à 1830, il est conseiller général du canton de Moissac et député de Tarn-et-Garonne de 1831 à 1848, siégeant dans la majorité conservatrice soutenant les ministères de la Monarchie de Juillet.

## Sources
- Ressources relatives à la vie publique :   - base Léonore
  - Base Sycomore
- « Raymond Duprat », dans Adolphe Robert et Gaston Cougny, Dictionnaire des parlementaires français, Edgar Bourloton, 1889-1891 [détail de l’édition]